# مذبحة
مذبحة هي قتل العديد من الضحايا، بصورة غير مقبولة أخلاقيًا، خاصة إذا أعدَّها لاعبون سياسيّون ضد ضحايا عُزَّل. الكلمة في الأساس مستعارة من الكلمة الفرنسيّة المقابلة لمعنى «الجزارة/ المجزر». لا يوجد تعريف موضوعيّ لكلمة «مذبحة». اقترحت العديد من المُنظَّمات الدوليّة تعريفًا رسميًا لمصطلح «جريمة ضد الإنسانيّة»، والذي يتضمَّن أحداثًا مثل الاضطهاد أو الإساءة التي لا ينتج عنها إزهاقًا للأرواح. وعلى النقيض، ليس ضروريًا أن تُعتبر المذبحة «جريمة ضد الإنسانية»، إنما يمكن تصنيفها تحت مسميات أخرى مثل جريمة حرب أو بوغروم أو القتل الجماعي أو الإعدام خارج نطاق القانون.

## اشتقاق الكلمة الإنجليزية
تُعرَّف كلمة مذبحة massacre حديثًا بوصفها «ذبح عشوائيّ»، والفعل المُشتق من هذه الصورة يعود إلى القرن السادس عشر في فرنسا الوسطى، متطورًا من الكلمة الفرنسيّة "macacre, macecle" والتي تعني «المجزَر أو المذبَح». كما يمكن نسب الكلمة إلى الأصل اللاتينيّ macellum والتي تعني «محل الجزار».
سُجلت تلك الكلمة لأول مرة في القرن الحادي عشر في فرنسا الوسطى، ولكن الاستخدام الأوليّ لها كان في سياق ذبح الحيوانات (وفي سياق الصيد كانت تشير إلى رأس الفريسة)، وظل هذا الاستخدام قائمًا حتى القرن الثامن عشر. يعود استخدام تلك الكلمة للإشارة إلى القتل البشريّ إلى القرن الثاني عشر، لكي تعني أن البشر يُقتَلون ويُذبَحون كالحيوانات. لا ينطوي المصطلح بالضرورة على قتل عدد كبير من الضحايا، فمثلًا يستخدم فرانسوا فنلون في «حوار الموتى Dialogue des Morts» مصطلح l'horride massacre de Blois [المذبحة المروعة في بلوا] للتعبير عن اغتيال هنري الأول، دوق غيس، بينما يستخدمها نيكولا بوالو في Satires XI 1698 حيث يقول في L'Europe fut un champ de massacre et d'horreur [كان في أوروبا مذبحة ورعب]، في حروب الأديان في أوروبا.
أُعير المصطلح للإنجليزيّة في ثمانينات القرن السادس عشر، بمعنى«الذبح العشوائيّ لعدد كبير من الناس». اُستخدمت كإشارة إلى مذبحة سان بارتيليمي في «مذبحة في باريس The Massacre at Paris» لكريستوفر مارلو. ظهر المصطلح مجددًا في 1695 من أجل حرب صلاة الغروب الصقلية في 1281، وأشير إليها بـ«المذبحة الشهيرة للفرنسيّين في صقلية» في الترجمة الإنجليزيّة لـ"De quattuor monarchiis" والتي ترجمها جوهان سليدانوس، مترجمًا "illa memorabilis Gallorum clades per Siciliam" وهنا كلمة مذبحة تعني «التكسير أو التدمير». شاع استخدام هذا المصطلح تاريخيًا بأعمال غيبونز في «تاريخ ضعف وسقوط الإمبراطورية الرومانية»، حيث استخدم مصطلح «مذبحة اللاتينيّين» مشيرًا إلى قتل الكاثوليكيّين الرومان في القسطنطينية في 1182.
وفي استخدام حديث نسبيًا لهذه الكلمة من أجل البروباغاندا، اُستخدمت الكلمة للتعبير عن «مذبحة بوسطن» في 1770، ووظفت لحشد الدعم من أجل الثورة الأمريكيّة. كانت الكلمة على كتيب بعنوان «سردية قصيرة عن المذبحة المروعة في بوسطن، اُرتكبت في مساء اليوم الخامس من مارس، 1770، بواسطة الجنود في الفيلق التاسع والعشرين».
شهد مصطلح «المذبحة» توسعًا في الاستخدام في الصحافة في النصف الأول من القرن العشرين. وقبل السبعينات، كان يمكن استخدامه بشكل مجازيّ محض، للتعبير عن أحداث لا تتضمن موتى، مثل مجزرة ليلة السبت: استقالة وطرد المسئولين السياسيّين في فضيحة ووترغيت إبان حكم ريتشارد نيكسون.

## التعريفات
مصطلح «مذبحة» باعتباره مرادفًا لـ«المجزر» هو بطبيعة الحال مصطلح غير موضوعيّ، يُستخدم مبدئيًا للوصف المُنحاز للأحداث. لا يوجد تعريف محايد يمكن استخدامه للتعبير عن المعنى المراد من كلمة «مذبحة»، بالرغم من أن بعض الكُتاب الذين يستخدمون المصطلح ربما يُعبِّرون عن دلالات عملية لما يريدون قوله.
استخدم روبرت ميلسون في سياق «المجازر الحميدية»، التعريف الأساسي الأكثر عملية، قائلًا «عن المذبحة يمكننا أن نقول أنها تعني القتل المُتعمَّد لعدد معتبر من الناس العُزَّل بواسطة اللاعبين السياسيين... يجب أن تكون نوايا القتل عقلانيّة من أجل أن نستطيع اعتبار القتل مُتعمَّد... يمكن أن يحدث القتل الجماعي لعدة أسباب، منها الاستجابة لبعض الشائعات، أو المذابح السياسية، ويجب أن يُفرَّق عن قتل الجريمة أو القتل الجماعي المَرضيّ... إننا نعني باللاعبين السياسيين الدولة ومؤسساتها، ولكننا نعني أيضًا اللاعبين غير المحسوبين على الدولة».
يحاول ليفيني 1999 أيضًا أن يضع تصنيفًا موضوعيًا للـ«مذبحة» خلال التاريخ، معتبرًا أن المصطلح يشير إلى القتل الذي تُنفِّذه جماعات باستخدام القوة المُفرطة ضد الضحايا العُزَّل. ولكنه يستثني بعض حالات الإعدام الجماعي، معللًا بأن المذبحة تعني أن يكون القتل غير مقبول أخلاقيًا.